# Cordylophora japonica
Cordylophora japonica är en nässeldjursart som beskrevs av Itô 1951. Cordylophora japonica ingår i släktet Cordylophora och familjen Oceanidae. Inga underarter finns listade i Catalogue of Life.